# Шарма (приток Нодоги)
Шарма — река в России, протекает в Кинешемском районе Ивановской области. Устье реки находится в 19 км по правому берегу реки Нодога. Длина реки составляет 17 км, площадь водосборного бассейна — 78,5 км².
Исток реки находится в ненаселённом лесном массиве близ границы с Костромской областью в 30 км к северо-востоку от Кинешмы. Течёт на восток и юго-восток по лесному массиву. Крупнейший приток — Кузминка (левый). Впадает в Нодогу у нежилой деревни Солонище.

## Данные водного реестра
По данным государственного водного реестра России относится к Верхневолжскому бассейновому округу, водохозяйственный участок реки — Волга от города Кострома до Горьковского гидроузла (Горьковское водохранилище), без реки Унжа, речной подбассейн реки — Волга ниже Рыбинского водохранилища до впадения Оки. Речной бассейн реки — (Верхняя) Волга до Куйбышевского водохранилища (без бассейна Оки).
По данным геоинформационной системы водохозяйственного районирования территории РФ, подготовленной Федеральным агентством водных ресурсов:
- Код водного объекта в государственном водном реестре — 08010300412110000013841
- Код по гидрологической изученности (ГИ) — 110001384
- Код бассейна — 08.01.03.004
- Номер тома по ГИ — 10
- Выпуск по ГИ — 0